# Tummel
De Tummel is een rivier in Perthshire, Schotland, met een lengte van 93 kilometer. Het is de waterloop die Loch Rannoch aan de oostelijke zijde verlaat. Uitvloeiend van Loch Rannoch, stroomt de rivier oostwaarts via Kinloch Rannoch eerst in Dunalastair Water. Verderop komt hij in Loch Tummel, dat even ten oosten van Queen's View opnieuw tot een rivier versmalt. 
De rivier voedt Loch Faskally, een kunstmatig loch dat de waterkrachtcentrale van Pitlochry van water voorziet. De Tummel stroomt verder in zuidoostelijke totdat het water terechtkomt in de rivier de Tay. De Garry stroomt net voor Loch Faskally in de Tummel. Vlak voor dit instromingspunt liggen de Tummel Falls (Linn of Tummel).
Het landschap rondom de Tummel is schilderachtig. Aan de oostelijke kant van Loch Tummel bevindt zich het uitzichtpunt Queen's View, vanwaar volgens de overlevering koningin Victoria in 1866 voor het eerst het landschap bewonderde. Van hieruit heeft men een prachtig uitzicht over het meer en de gelijknamige rivier.
Nabij de rivier gelegen bezienswaardigheden zijn:
- de Schiehallion, een berg (1083 m), ten zuiden van de Tummel, met een bijna perfecte conische vorm (zie foto)
- Rannoch Moor, een stukje ongerepte natuur ten zuidwesten van de Tummel met restanten van het Caledonisch woud
- het dorpje Kinloch Rannoch
- Dunalastair, een stenen heuvel in de beboste hellingen rondom de Tummel
- Faskally House
- Pitlochry en Ballinluig.